# Landstorm

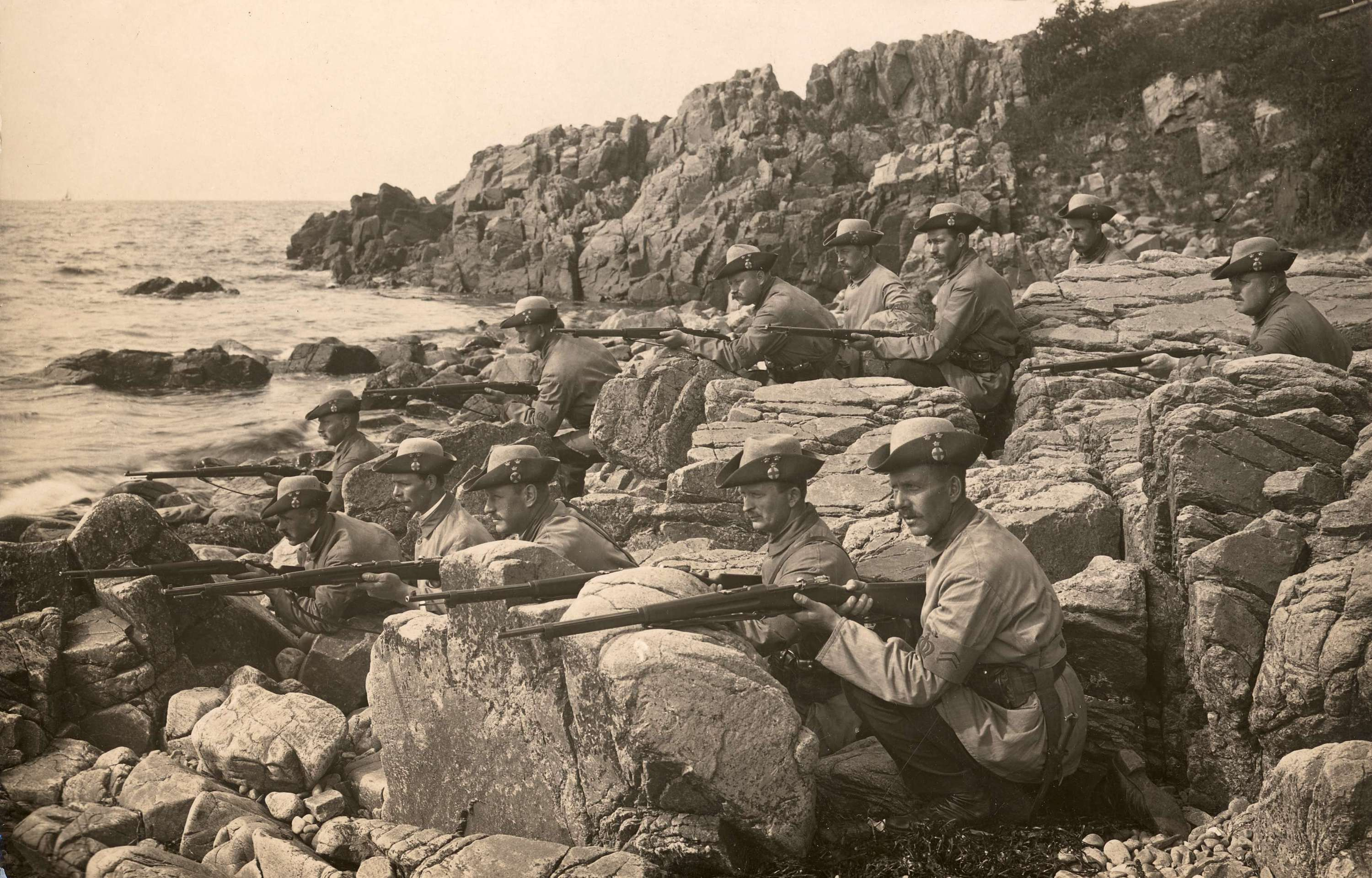
Män ur svenska landstormen på en klippig strand. Foto från 1914–1915. Nordiska museets arkiv.

Landstormen var de äldre åldersklasserna i en värnpliktsarmé vilka var tänkta att ingå i folkuppbåd eller i territorialförsvaret vid mobilisering.

## Bakgrund
I Preussen inrättades 1813 en landstorm som omfattade alla vapenföra män i åldern 15–60 år, vilka inte tillhörde hären eller lantvärnet. Vid första världskrigets utbrott omfattade den tyska landstormen de tre yngsta och de sju äldsta värnpliktiga årsklasserna.
I Österrike-Ungern organiserades den sedan 1500-talet befintliga landstormen 1886 och omfattade 1914 de 2 yngsta och de 10 äldsta årsklasserna, fördelade på två uppbåd.
Motsvarande organisationer var i Frankrike territorialarméns reserv (sju årsklasser), i Ryssland riksvärnet (fem årsklasser), i Italien territorialmilisen (sju årsklasser). Under andra världskriget kom Volkssturm att utgöra en motsvarighet till den äldre landstormen.

## Landstormen i Sverige

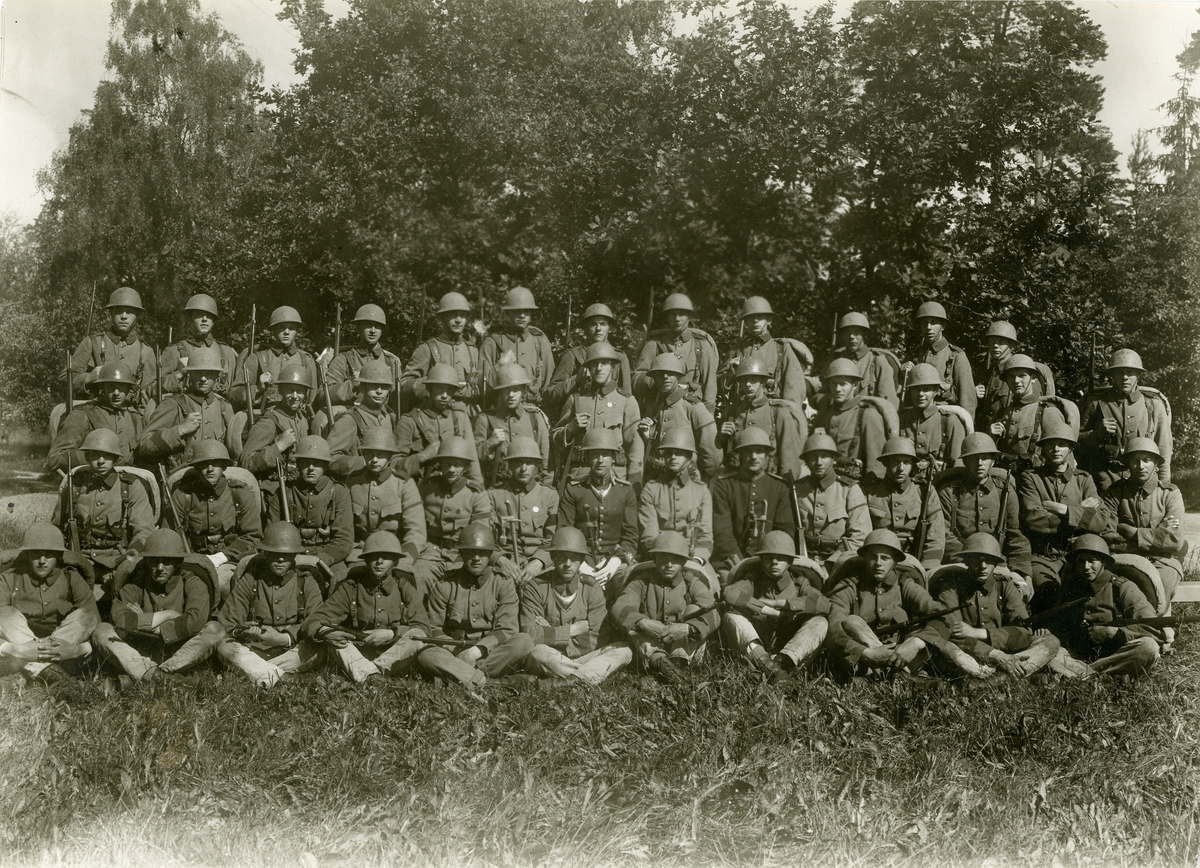
Grupporträtt av deltagare i en landstormsövning på 1930-talet.

Det första officiella förslaget om en landstorm i Sverige lades fram som en proposition vid 1865 års riksdag, enligt vilken den skulle omfatta alla vapenföra män mellan 20 och 50 år, som inte tillhörde armén eller beväringen. Det dröjde dock till 1885 års härordning innan en landstorm inrättades och den bestod då av åldersklasserna 33–40 år. Därefter ändrades åldersspannet vid flera tillfällen och fram till 1942 när landstormen avskaffades.